# Distrikt Mariano Nicolás Valcárcel
Der Distrikt Mariano Nicolás Valcárcel liegt in der Provinz Camaná in der Region Arequipa im Südwesten von Peru. Gegründet wurde der Distrikt am 3. November 1944. Benannt wurde der Distrikt nach Mariano Nicolás Valcárcel, einem peruanischen Politiker des 19. Jahrhunderts.
Der Distrikt Nicolás de Piérola hat eine Fläche von 555 km². Beim Zensus 2017 wurden 6997 Einwohner gezählt. Im Jahr 1993 lag die Einwohnerzahl bei 1730, im Jahr 2007 bei 4375. Sitz der Distriktverwaltung ist die 338 m hoch gelegene Ortschaft Urasqui mit 249 Einwohnern (Stand 2017). Urasqui liegt 82 km nordwestlich der Provinzhauptstadt Camaná.

## Geographische Lage
Der Distrikt Mariano Nicolás Valcárcel liegt im äußersten Nordwesten der Provinz Camaná. Der Río Ocoña durchfließt den Distrikt auf einer Länge von etwa 32 km in südlicher Richtung. Entlang dem Flusslauf wird bewässerte Landwirtschaft betrieben. Ansonsten besteht das Gebiet aus unbewohnter Wüstenlandschaft.
Der Distrikt Mariano Nicolás Valcárcel grenzt im Westen an die Distrikte Atico und Caravelí (beide in der Provinz Caravelí), im Norden an die Distrikte Río Grande und Andaray (beide in der Provinz Condesuyos) sowie im Südosten an den Distrikt Ocoña.

## Ortschaften
Neben dem Verwaltungszentrum Urasqui gibt es folgende größere Orte im Distrikt:
- Miski (610 Einwohner)
- San José – Mina Eugenia (610 Einwohner)
- Secocha (5119 Einwohner)